# جامع الزمر
مسجد الزمر أحد مساجد مدينة صنعاء القديمة التاريخية، ويقع في حارة الزمر بحي السرار الشرقي،  بني في الفترة 1549 – 1555 م، بأمر من الأمير أزدمر باشا أحد المماليك المصريين الذين عملوا في خدمة العثمانيين في اليمن، ونسبت تسميته أليه.
وأعيد تجديده في 1970م بأمر من الإمام المنصور علي بن المهدي عباس.